# Procédure opérationnelle permanente
Une procédure opérationnelle permanente (POP) ou Procédure opératoire normalisée (PON), ou encore Procédure opérationnelle normalisée, en anglais standard operating procedure (SOP), est une procédure de sécurité qui décrit comment affronter un risque et en réduire l'effet. Pour évaluer le risque il faut tenir compte de deux paramètres ; mesurer le niveau de la menace, et détecter les vulnérabilités. Une fois ces deux éléments pris en compte on peut agir pour en diminuer ou supprimer les effets, les conséquences. Le SOP décrit les étapes à suivre pour réduire la possibilité qu'un incident se produise et s'il se produit ce qu'il faut faire pour en limiter les conséquences.
La POP destinée au gardien affecté à un bâtiment, par exemple, lui indique le nombre de rondes à effectuer, ce qu'il doit emmener avec lui à chaque ronde, et les règles à appliquer en cas d'incident détecté au cours de l'une d'entre elles.